# هوندا لایف
هوندا لایف (Honda Life) خودرویی است که از سال ۱۹۷۱ تاکنون تولید شده‌است.
این خودرو در کلاس خودرو کی قرار گرفته، است.